# Lopharia cinerascens
Lopharia cinerascens är en svampart som först beskrevs av Ludwig David von Schweinitz, och fick sitt nu gällande namn av Gordon Herriot Cunningham 1956. Lopharia cinerascens ingår i släktet Lopharia och familjen Polyporaceae.   Inga underarter finns listade i Catalogue of Life.